# Papa-capim-de-bico-grosso
Papa-capim-de-bico-grosso (nome científico: Sporophila funerea) é uma espécie de ave da família dos emberizídeos (Emberizidae). Pode ser encontrada nos seguintes países: Belize, Colômbia, Costa Rica, Equador, Guatemala, Honduras, México, Nicarágua e Panamá. Seus habitats naturais são: florestas subtropicais ou tropicais húmidas de baixa altitude e florestas secundárias altamente degradadas.